# José Vermeersch

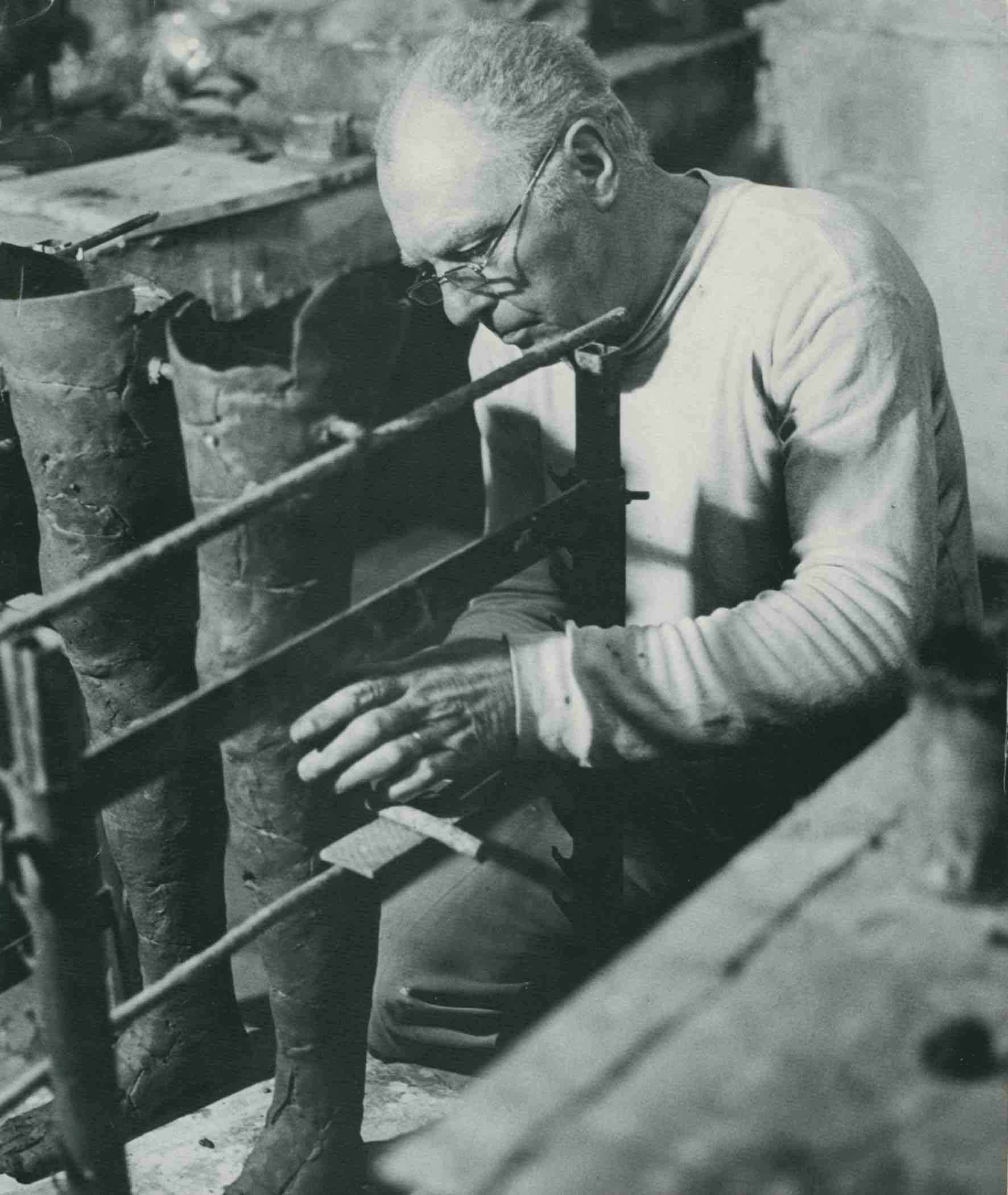
José Vermeersch aan het werk in zijn atelier

José Vermeersch (Bissegem, 6 november 1922 – Lendelede, 13 december 1997) was een Belgische beeldhouwer en kunstschilder.

## Levensloop
José Vermeersch volgde opleidingen als schilder aan de Stedelijke Academie van Kortrijk (1934-1941), aan de Koninklijke Academie van Antwerpen (1941-1943) en aan het Nationaal Hoger Instituut voor Schone Kunsten in Antwerpen (1945-1946). Hij kreeg er onder meer les van Walter Vaes, en volgde de cursus ‘schilderen naar levend model’ onder leiding van Constant Permeke. Gaandeweg richtte hij zich meer op het maken van beelden.
Hij vestigde zich in Lendelede (1963) en produceerde er gouaches, schilderijen en vooral beeldhouwwerken, ogenschijnlijk onafgewerkt, die onmiskenbaar zijn stempel droegen en internationale erkenning verwierven. Hij haalde zijn inspiratie uit Italiaanse schilderkunst als Giotto di Bondone, Cimabue en de beeldhouwers Marini en Giacomo Manzù.
Hij vulde zijn activiteiten als schilder en beeldhouwer aan met onder andere portretopdrachten en een taak als leraar. Ook werkte hij als binnenhuisarchitect door het ontwerpen en metselen van sierhaarden.
Zijn hele oeuvre getuigt van een authentiek zoeken naar existentiële waarheden, die hij probeerde vorm te geven met brutale, vrije gebaren, die de troostende trekken hertekenen van zijn vaders, zijn moeders, de vruchten van zijn vriendschappen. Zowel in zijn schilderijen als in zijn beeldhouwwerk staat de menselijke figuur centraal.
De schilderkunst stond aan de basis van zijn terracotta beelden. Dikwijls gebruikte Vermeersch verschillende soorten klei door elkaar, waardoor een gemarmerd effect ontstond. Hij begon bij de voeten en boetseerde van daaruit stuk voor stuk alle lichaamsdelen uit dunne vlakken klei. Naarmate de basis droogde en steun kon bieden, groeide daaruit het hele beeld.
In 1973 werd hij lid van de Koninklijke Academie Voor Wetenschappen, Letteren en Schone Kunsten van België.
Hij werd geselecteerd om België te vertegenwoordigen op de Biënnale van Venetië in 1974. De Biënnale ging uiteindelijk niet door uit protest tegen de Staatsgreep in Chili (1973).
In 1979 organiseert hij te Reninge zijn eerste veldoven, dit herhaalde hij in 1985 in Lendelede.
Hij vertegenwoordigde België op de Biënnale van Venetië in 1983, en exposeerde vanaf 1983 o.a. in Museo Arte Moderno in Mexico City, in de Kunstmesse te Bazel, in het Stanford University Museum in San Francisco, in de Orangerie de Bagatelle in Parijs en in het Frans Hals Museum te Haarlem.
Het PMMK (nu MU-ZEE) in Oostende wijdde in 2001 een postume overzichtstentoonstellingen aan zijn oeuvre.
In zijn voormalige atelierruimte in Lendelede is de vzw AtelierJoséVermeersch ondergebracht waar zijn archief aanwezig is en er jaarlijks twee tentoonstellingen worden gehouden. In Lendelede is er een José Vermeersch wandeling langs zijn atelier, enkele kunstwerken en zijn graf.
Hij is de vader van kunstenaar Rik Vermeersch en tapijtweefster en -kunstenares Vera Vermeersch en de grootvader van ontwerper Lowie Vermeersch en kunstenaars Pieter, Tinus, en Robin Vermeersch.